# Moshe Hacohen
Moshe Kalfon Hacohen (hébreu : משה כלפון הכהן), né le 30 janvier 1874 à Djerba et mort le 7 janvier 1950 au même endroit, est un rabbin tunisien du XXe siècle, considéré comme l'un des plus influents de sa communauté avant sa diaspora.

## Biographie

### Jeunesse
Moshe Hacohen est le fils de Shalom et Tarakhi Hacohen, qui lui donne le surnom affectueux de Kalfon ; il insiste plus tard pour faire précéder ce sobriquet à son prénom afin qu’on le ne méprenne pas pour son patronyme. Il descend d’une famille de cohanim qui fait remonter son ascendance à Esdras. Son arrière-grand-père, le rabbin Shaul Hacohen (en), avait été le président du tribunal rabbinique de Djerba. Son grand-père éponyme, Moshe Hacohen, est l’auteur du Pnei Moshe. Son père, auteur de nombreux ouvrages dont Nahar Shalom, Hefetz Yakar et Haïm veShalom, est le président du tribunal rabbinique de Zarzis, près de Djerba ; il émigre en Palestine mandataire en 1924 pour rejoindre Safed.
Durant sa jeunesse, sa famille financièrement à l'aise est bien connue pour sa générosité et le soutien qu'elle apporte aux personnes âgées et aux pauvres de Djerba. Cependant, devenu adolescent, cette situation financière se dégrade ; il contribue alors au revenu familial en travaillant comme éditeur de livres et copiste.
Il reçoit son éducation religieuse par son père et le grand-rabbin de Tunisie Moshé Berrebi. Quand son père est appelé à devenir rabbin de Zarzis, la communauté locale lui demande de devenir son abatteur rituel. À l'âge de 17 ans, il apprend donc les lois de l'abattage rituel juif et commence à travailler. Toutefois, les conditions difficiles, surtout la chaleur en été, le rendent fébrile et affectent sa vision. Alors qu'il souhaite continuer à travailler, afin d'aider financièrement sa famille, celle-ci fait pression sur lui pour qu’il retourne poursuivre ses études à Djerba.

### Dirigeant spirituel
En 1917, le rabbin Hacohen, âgé de 43 ans, est nommé membre du tribunal rabbinique de Djerba, aux côtés des rabbins Zvi Hacohen Yehonatan et Mordechaï Emaus Cohen. Il n’accepte cette nomination que sous la pression et refuse d’y présider. Cette cour édicte un certain nombre de décisions importantes et réglemente la vie des communautés juives de l'île.
En 1943, les Allemands qui occupent le pays exigent du rabbin Hacohen qu'il leur remette cinquante kilos d'or dans un délai de trois heures et demie sous peine de bombarder les communautés juives de Djerba et Tunis. Toutefois, les alliés libèrent le pays le lendemain, et les 35 kilos d'or que les Juifs avaient réussi à rassembler ne leur furent jamais remis.

### Relations au sionisme, aux États et à la modernité
Moshe Hacohen est un fervent partisan du sionisme. Parmi ses décisions, il décrète que le jour de l'indépendance d'Israël doit être fêtée durant trois jours. Ses écrits antérieurs sont parsemés d'aspects politiques, non seulement en ce qui concerne les idées sionistes, mais aussi ses idées cosmopolites, comme un plan visant à établir une Société des Nations et une Cour mondiale qui auraient leur siège à Jérusalem.
Alors qu'il vit encore à Djerba, il achète des terres en Israël. Devenu âgé, il décide d'émigrer en Israël ; son fils Shushan se rend alors à Tunis pour obtenir les visas nécessaires mais, sa santé se détériorant, son émigration est finalement annulée.

### Mort et enterrement
Moshe Hacohen meurt en 1950 à Djerba. Le jour de ses funérailles, les villes de la région se vident de leurs habitants juifs ; le principal souk de Djerba est fermé pour la journée car la plupart des magasins sont alors détenus par des Juifs. Des dizaines de milliers de personnes, y compris des représentants des gouvernements tunisiens et français, y assistent.
Si Hacohen est enterré à Djerba, ses restes sont transférés en 2006 en Israël via la France et déposés au Har HaMenouhot à Jérusalem. Les secondes funérailles, qui durent trois jours, sont suivies par des milliers de Juifs originaires de Tunisie, de France et d'Israël. Parmi les participants figurent l'ancien grand-rabbin d'Israël, Ovadia Yosef, qui caractérise sa philosophie de la halakha de respectueuse envers les décisions de l'auteur du Choulhan Aroukh, le rabbin Joseph Karo.

## Publications
Environ 80 de ses œuvres ont été publiées, couvrant tous les aspects du judaïsme. Néanmoins, de nombreux travaux restent à l'état de manuscrits. Il est surtout connu pour deux de ses œuvres en matière de halakha : Responsa Shoel VeNishal, une collection de plus de 3 000 responsa rassemblée en huit volumes, et Brit Kehuna, une compilation des coutumes de la communauté de Djerba suivant le Choulhan Aroukh. Parmi ses œuvres qui restent à l'état de manuscrits figure Zedek VeRahamim.

## Famille
En 1895, à l'âge de 21 ans, Moshe Hacohen épouse Masida, la fille de son oncle maternel, le rabbin Aharon Hacohen. Le couple a deux fils et quatre filles : 
- le rabbin Avraham Magutz Hacohen qui écrit son premier livre Birchat Avraham à l'âge de 14 ans, mort à l'âge de 33 ans à la suite d'une courte maladie ; son père y consacre un passage important dans ses mémoires ;
- le rabbin Shushan Hacohen qui remplace son père comme grand-rabbin de Djerba ; il est connu pour son livre Moshav Eitan ;
- Amima, décédée avant son mariage ;
- Plila, veuve, épouse ensuite son oncle paternel ;
- Haviva ;
- Rachel.

## Sources
- (en) Cet article est partiellement ou en totalité issu de l’article de Wikipédia en anglais intitulé « Moshe Hacohen » (voir la liste des auteurs).